# Leonard Broers
Leonard Pieter Maria August (Leonard, Pierre) Broers (Mechelen, 11 oktober 1906 - Duffel, 6 augustus 1980) was een Belgische atleet, die gespecialiseerd was in de lange afstand. Hij nam eenmaal deel aan de Olympische Spelen.

## Biografie
Broers won in 1928 de pre-olympische wedstrijd over 25 km. Dat leverde hem een selectie op voor de Olympische Spelen in Antwerpen. Hij werd als beste Belg 18e in de marathon. Hij won dat jaar ook de halve marathon van Vlaanderen, een wedstrijd over 18 km tussen Waregem en Kortrijk.
In 1929 nam Broers in het veldlopen deel aan de Landencross in Vincennes. Hij behaalde een 34e plaats.
Clubs
Broers was aangesloten bij Berchem Sport. Met die club werd hij in 1928 interclubkampioen veldlopen. Hij stapte in 1931 samen met ploeggenoten Jan Linsen en Oscar Langenus over naar F.C. Mechelen.

## Palmares

### marathon
- 1920: 18e OS in Amsterdam - 2:44.37

### andere afstanden
- 1927:  Dwars door Rotterdam (16 km)  - 59.54
- 1928:  Meeting van Union Sint-Gillis (25 km)  - 1:32.54 (NR)
- 1928:  Halve marathon van Vlaanderen (Waregem-Kortrijk) (18 km)  - 1:00.35,4

### veldlopen
- 1928: 6e Volkscross van Le Soir
- 1929: 34e Landencross in Vincennes